# Финале Светског првенства у фудбалу за жене 1991.
Финале Светског првенства за жене 1991. је била фудбалска утакмица која се одиграла на стадиону Тјенхе у Гуангџоу, Кина, 30. новембра 1991. године. Финална утакмица је играна између репрезентација Норвешке и Сједињених Држава како би се одредио победник Светског првенства у фудбалу за жене 1991. године. Сједињене Државе су победиле Норвешку резултатом 2 : 1, уз два гола Мишел Акерс-Стал, и постале победнице првог ФИФА Светског првенства за жене у историји.

## Позадина
У финалној утакмици је учествовала Норвешка, која се опоравила након пораза од 4 : 0 од домаћина Кине и квалификовала се из своје групе. Затим су у нокаут рунди избацили Италију и историјске ривале Шведску да би дошли до финала. Други тим у финалу су биле Сједињене Државе, које су остале непоражене током целог такмичења, победивши Немачку са високих 5 : 2 у полуфиналу.

## Утакмица

### Детаљи
| Норвешка            | (1 : 2)  | Сједињене Државе       |
| ------------------- | -------- | ---------------------- |
| - Линда Медален 29’ | Извештај | - Мишел Акерс 20’, 78’ |

| Норвешка |  | САД |

| GK           | 1  | Рејдун Сет        |  |     |
| SW           | 8  | Хајди Стере (к)   |  |     |
| CB           | 16 | Тина Свенсон      |  |     |
| CB           | 4  | Гро Еспесет       |  |     |
| CB           | 5  | Гун Ниборг        |  |     |
| DM           | 2  | Кетрин Заборовски |  | 79’ |
| CM           | 7  | Тоне Хејген       |  |     |
| CM           | 6  | Агнет Карлсен     |  |     |
| RW           | 9  | Хеге Рисен        |  |     |
| CF           | 10 | Линда Медален     |  |     |
| LW           | 11 | Бирт Хегстад      |  |     |
| Замене:      |    |                   |  |     |
| MF           | 13 | Лив Страјдет      |  | 79’ |
| Селектор:    |    |                   |  |     |
| Ивен Пелеруд |    |                   |  |     |

| GK           | 1  | Мери Харви            |     |
| SW           | 4  | Карла Овербек         |     |
| CB           | 9  | Миа Хам               |     |
| CB           | 14 | Џој Фосет             |     |
| CB           | 8  | Линда Хемилтон        |     |
| DM           | 11 | Џули Фоуди            |     |
| CM           | 3  | Шенон Хигинс-Кировски |     |
| CM           | 13 | Кристин Лили          |     |
| RW           | 2  | Елприл Хајнрикс (к)   |     |
| CF           | 10 | Мишел Ејкерс          | 54’ |
| LW           | 12 | Керин Џенингс-Габара  |     |
| Селектор:    |    |                       |     |
| Енсон Доренс |    |                       |     |

| Помоћне судије: Ингрид Јонсон (Шведска) Gertrud Regus (Немачка) | Правила: - 80 минута - 20 минута, примењује се правило златног у продужетку ако буде било потребно. - Извођење једанаестераца ако су резултати и даље нерешени. - Максимум три замене. |